# GJ 1061 c

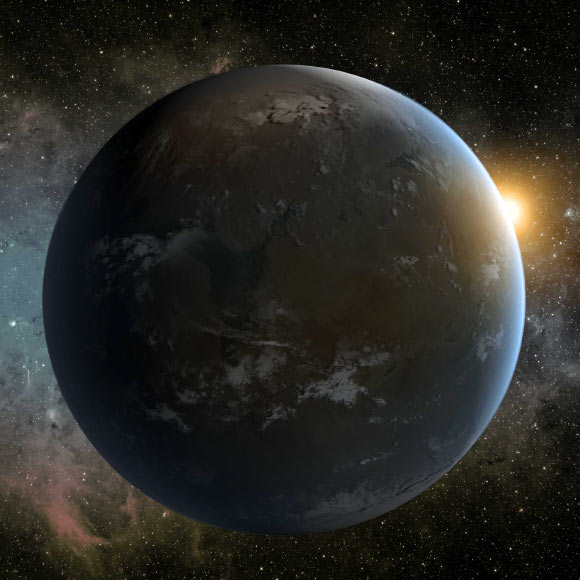
Representación artística de GJ 1061 c

GJ 1061 c se trata de un exoplaneta que orbita la estrella GJ 1061, a 12 años luz de distancia.
A fecha de marzo de 2020, es considerado el quinto exoplaneta potencialmente más habitable, con un índice de similitud con la Tierra de 0,88. y el segundo habitable más cercano junto a Teegarden b, Luyten b y GJ 1061 d.

## Descubrimiento
El exoplaneta fue anunciado el 13 de agosto de 2019 por los miembros del proyecto Red Dots.

## Características
Tiene una masa 75% superior a la Tierra, un flujo solar 35% mayor y una temperatura de equilibrio de 275 K.
GJ 1061 c orbita su estrella cada 6,7 días, por lo que probablemente está en rotación sincrónica con su estrella.

## Habitabilidad
GJ 1061 se trata de una estrella no variable que tampoco desprende llamaradas, por lo que existe mayor probabilidad de que el exoplaneta GJ 1061 c aún conserve su atmósfera, en caso de tener una.
Se trata de un exoplaneta más cálido que la Tierra, con una temperatura de equilibro de casi 2 °C, por lo que la temperatura media en la superficie podría rondar los 34 °C, siempre que la atmósfera fuera similar a la de la Tierra.